# Holnap lesz fácán
Holnap lesz fácán è un film del 1974 diretto da Sándor Sára.

## Produzione
Il film fu prodotto dalla Hunnia Filmstúdió.